# Santa Rosa del Peñón
Santa Rosa del Peñón è un comune del Nicaragua facente parte del dipartimento di León.